# Dylan Larkin
Dylan Larkin (Municipio de Waterford, Míchigan, 30 de julio de 1996), apodado D-Boss, Larks, The Larkness Monster o The Lark Night, es un jugador profesional estadounidense de hockey sobre hielo que se desempeña en la posición de centro en Detroit Red Wings, equipo de la National Hockey League (NHL).

## Carrera
Fue seleccionado en la primera ronda en la NHL Entry Draft de 2014. En 2015 hizo su debut profesional con el equipo Detroit Red Wings, donde lleva jugando nueve temporadas.